# Димінський Іван Йосипович
Іван Йосипович Димінський (нар. 4 жовтня 1915, село Глинськ, тепер Калинівського району Вінницької області — ?, Калинівський район Вінницької області) — український радянський діяч, голова колгоспу «Більшовик» Калинівського району Вінницької області. Герой Соціалістичної Праці (31.12.1965). Депутат Верховної Ради СРСР 5-го скликання.

## Життєпис
Народився 1915 року в багатодітній селянській родині в селі Глинськ на Вінниччині. Освіта середня.
У 1930—1936 роках — їздовий, тракторист колгоспу села Глинськ Калинівського району Вінницької області.
З 1936 року — в Червоній армії.
Член ВКП(б) з 1940 року.
Під час німецько-радянської війни воював у складі радянського партизанського загону, який діяв на території Калинівського району Вінниччини.
У 1944—1946 роках — голова виконавчого комітету Глинської сільської ради, завідувач відділу виконавчого комітету Калинівської районної ради депутатів трудящих Вінницької області.
З 1946 до липня 1974 року — голова колгоспу «Більшовик» міста Калинівки Калинівського району Вінницької області.
Потім — на пенсії. Помер.

## Нагороди
- Герой Соціалістичної Праці (31.12.1965)
- два ордени Леніна (26.02.1958, 31.12.1965)
- ордени
- медалі